# 沐浴乳
沐浴露，是一種現代人常見的清潔用品，沐浴露的發明主要是為了取代傳統清潔肥皂的觸感和功效，沐浴露接觸人們肌膚時並不會有像肥皂那樣硬梆梆的感覺，有的廠商甚至推出有療效或特別香味的沐浴露，使得不少人趨之若鶩。現在還有出兒童沐浴露、男性沐浴露、嬰兒沐浴露等，琳瑯滿目。沐浴露的香料及藥用療效不是每個人都適合使用，部分人士會對沐浴露的成分產生皮膚敏感，所以如使用後出現皮膚瘙癢，出現紅斑，甚至出現紅疹，就要停止繼續使用。

## 歷史
沐浴露是液體肥皂的衍生發明，最早出現在1800年代。1865年，威廉·謝潑德（William Shepphard）為液體肥皂的配方申請了專利，但隨著1898年B.J.詹森（B.J. Johnson）發明的由棕櫚油和橄欖油所製成的液體肥皂的興起，該產品最終廣受歡迎。
後來伴隨在現代的化學技術的發展使沐浴露得以產生，沐浴露專門用於在洗澡和淋浴期間清潔整個身體。